# Шанфромје
Шанфромје (фр. Champfromier) је насељено место у Француској у региону Рона-Алпи, у департману Ен (Рона-Алпи).
По подацима из 2011. године у општини је живело 676 становника, а густина насељености је износила 20,86 становника/km².

## Демографија
| 1962. | 1968. | 1975. | 1982. | 1990. | 2011. |
| ----- | ----- | ----- | ----- | ----- | ----- |
| 517   | 428   | 326   | 332   | 440   | 676   |